# Beckerina
Beckerina is een geslacht van insecten uit de familie van de Bochelvliegen (Phoridae), die tot de orde tweevleugeligen (Diptera) behoort.

## Soorten
- B. aliena Malloch, 1924
- B. luteola Malloch, 1919
- B. orphnephiloides Malloch, 1912
- B. similata Malloch, 1923
- B. umbrimargo (Becker, 1901)